# ~LOVE＆PEACE~ Japan 3rd Tour
《~LOVE＆PEACE~ Japan 3rd Tour》는 대한민국의 음악 그룹 소녀시대의 세 번째 일본 콘서트 투어이다.

## 개요
~LOVE＆PEACE~ Japan 3rd Tour는 지난해 11월 29일에 12회 투어 12만 관객 동원으로 계획을 발표했으나 반응이 좋아 고베 1회, 오사카 1회, 도쿄(요요기) 3회로 5회 분량의 공연 일정이 추가되었다. 이로써 소녀시대는 데뷔 이래 세 차례에 걸친 일본 전국 투어로 55만 관객을 동원하는 기염을 토했다.

## 투어 일정
| 날짜            | 도시     | 장소                         |
| --------------- | -------- | ---------------------------- |
| 2014년 4월 26일 | 후쿠오카 | 마린 멧세 후쿠오카           |
| 2014년 4월 27일 | 후쿠오카 | 마린 멧세 후쿠오카           |
| 2014년 5월 6일  | 히로시마 | 그린 아레나                  |
| 2014년 5월 7일  | 히로시마 | 그린 아레나                  |
| 2014년 5월 23일 | 고베     | 고베 월드 기념 홀            |
| 2014년 5월 24일 | 고베     | 고베 월드 기념 홀            |
| 2014년 5월 25일 | 고베     | 고베 월드 기념 홀            |
| 2014년 6월 5일  | 나고야시 | 니혼 가이시 홀               |
| 2014년 6월 6일  | 나고야시 | 니혼 가이시 홀               |
| 2014년 6월 19일 | 오사카   | 오사카 성 홀                 |
| 2014년 6월 20일 | 오사카   | 오사카 성 홀                 |
| 2014년 6월 21일 | 오사카   | 오사카 성 홀                 |
| 2014년 6월 27일 | 사이타마 | 사이타마 슈퍼 아레나         |
| 2014년 6월 28일 | 사이타마 | 사이타마 슈퍼 아레나         |
| 2014년 6월 29일 | 사이타마 | 사이타마 슈퍼 아레나         |
| 2014년 7월 11일 | 도쿄     | 국립 요요기 경기장 제1체육관 |
| 2014년 7월 12일 | 도쿄     | 국립 요요기 경기장 제1체육관 |
| 2014년 7월 13일 | 도쿄     | 국립 요요기 경기장 제1체육관 |

## 세트 리스트
- Opening VCR -
- Motorcycle (JP)
- Gossip Girls (JP)
- Galaxy Supernova (JP)
- Flower Power (JP)

- Ment -
- You-aholic (JP)
- Karma Butterfly (JP)
- The Great Escape (JP)

- VCR #2 - 
- Lips (JP)
- My Oh My (JP)
- Do The Catwalk (JP)

- VCR #3 - 
- リンガ・フランカ (Lingua Franca) (JP)
- 유로파 (Europa) (KR)
- Girls & Peace (JP)

- VCR #4 - 
- Time Machine (JP)
- Not Alone (JP)

- Ment - 
- All My Love Is For You_Acoustic Ver. (JP)

- VCR #5 - 
- Genie (JP)
- PAPARAZZI (JP)
- Mr.Mr. (JP)

- VCR #6 - 
- Beep Beep (JP)
- Flyers (JP)
- Gee (JP)
- Love & Girls (JP)

- Ment -
- Everyday Love (JP)

- Encore VCR -
- MR.TAXI (JP)
- I Got A Boy (KR)
- Blue Jeans (JP)

- Ment -
- Stay Girls (JP)

## 제작
- 주최 : SM 엔터테인먼트 재팬, ON THE LINE
- 후원 : 유니버설 뮤직 재팬